# جودي ستارلينغ
جودي ستارلينغ هي أحد شخصيات أنمي ومانغا المحقق كونان وهي عميلة من مكتب التحقيقات الفدرالي FBI. تستخدم الاسم «جودي سانتيمليون» بعد انضمامها لبرنامج حماية الشهود. كان أول ظهور لها في الحلقة 226 (فخ لعبة القتال). عمرها 28 عامًا،
قتل والدها عندما كانت صغيره على يد بلموت وهي منذ ذلك الوقت تبحث عن قاتل والدها حتى وجدت بلموت في الحلقة 345 (وجهاً لوجه مع المنظمة السوداء، لغزان في ليلة اكتمال القمر)
وهي فتاة ذكية جدًا ويظهر ذلك في الحلقة 277-278 (متحري الغرب ضد معلمة اللغة الإنجليزية).

## الحلقات التي ظهرت فيها
| رقم الحلقة | عنوان الحلقة                                                                              |
| ---------- | ----------------------------------------------------------------------------------------- |
| 226        | فخ لعبة القتال (الجزء الأول)                                                              |
| 227        | فخ لعبة القتال (الجزء الثاني                                                              |
| 230        | الراكب الغامض (الجزء الأول)                                                               |
| 231        | الراكب الغامض (الجزء الثاني)                                                              |
| 271        | مقاطع محذوفة خبئت بسرعة (الجزء الأول)                                                     |
| 272        | مقاطع محذوفة خبئت بسرعة (الجزء الثاني)                                                    |
| 277        | جودي ضد المتحري من الغرب (الجزء الأول)                                                    |
| 278        | جودي ضد المتحري من الغرب (الجزء الثاني)                                                   |
| 339        | أربع سيارات بورش (الجزء الثاني)                                                           |
| 343        | فخ في المستودع المناسب (الجزء الأول)                                                      |
| 344        | فخ في المستودع المناسب (الجزء الثاني)                                                     |
| 345        | المواجهة وجهًا لوجه مع المنظمة السوداء: لغزان في ليلة اكتمال القمر [حلقة خاصه ساعتان ونصف] |
| 346        | بحث عن علامة أسفل الظهر (الجزء الأول)                                                     |
| 347        | بحث عن علامة أسفل الظهر (الجزء الثاني)                                                    |
| 362        | أشباح مدرسة تيتان العليا (الجزء الثاني)                                                   |
| 425        | الصدمة السوداء لحظة الوقوع في قبضة المنظمة [حلقة خاصة لمدة ساعتين ونصف]                   |
| 462        | ظل المنظمة السوداء (الشاهد الصغـير)                                                       |
| 492        | تصادم الأحمر والأسود (قرابة الدم)                                                         |
| 495        | تصادم الأحمر والأسود (الغيبوبة)                                                           |
| 496        | تصادم الأحمر والأسود (الهجوم)                                                             |
| 497        | تصادم الأحمر والأسود (الإفاقة)                                                            |
| 498        | تصادم الأحمر والأسود (الاضطراب)                                                           |
| 499        | تصادم الأحمر والأسود (التمويه)                                                            |
| 500        | تصادم الأحمر والأسود (الوصية)                                                             |
| 501        | تصادم الأحمر والأسود (الاشتباه)                                                           |
| 502        | تصادم الأحمر والأسود (البراءة)                                                            |
| 503        | تصادم الأحمر والأسود (الاستعداد للموت)                                                    |
| 504        | تصادم الأحمر والأسود (الموت أثناء تأدية المهمة)                                           |
| 509        | أحمر وأبيض وأصفر وصغار التحري                                                             |
| 563        | فرقة المتحرين الصغار ضد اللصوص "الاضطراب"                                                 |
| 564        | فرقة المتحرين الصغار ضد اللصوص "الصمت"                                                    |
| 578        | الفأل الأحمر المسبب لللأزمة                                                               |
| 579        | الاقتراح الثالث عشر الأسود                                                                |
| 580        | اقتراب المهلة السوداء                                                                     |
| 581        | الهدف الأحمر المرتجف                                                                      |
| 651        | كونان ضد هيجي معركة الاستنتاجات بين متحريي الشرق والغرب [حلقة خاصة لمدة ساعة كاملة]       |
| 734        | ذكريات جودي وفخ منظر الكرز المُتفتِّح حلقة خاصة ساعة كاملة                                   |
| 779        | المقدمة القرمزية                                                                          |
| 780        | المُطاردة القرمزيَّة                                                                         |
| 781        | التقاطع القرمزي                                                                           |
| 782        | العودة القرمزية                                                                           |
| 783        | الحقيقة القرمزية                                                                          |